# Исповедная молитва
Исповедная молитва (серб. Исповедна молитва) — анонимное произведение средневековой сербской литературы XIV века.

## Описание
Вначале произведения, поэт говорит о раскаяние и исправлении, затем признается в своей греховности, перечисляет все свои грехи и просит прощения за свои поступки.
Поэма является шедевром сербской литературы и использует такие средства как риторические фигуры, частые смены ритма, симметричное упорядочение единичных, двухсложных, тросложных слов и другие.